# Wasmer-Palais

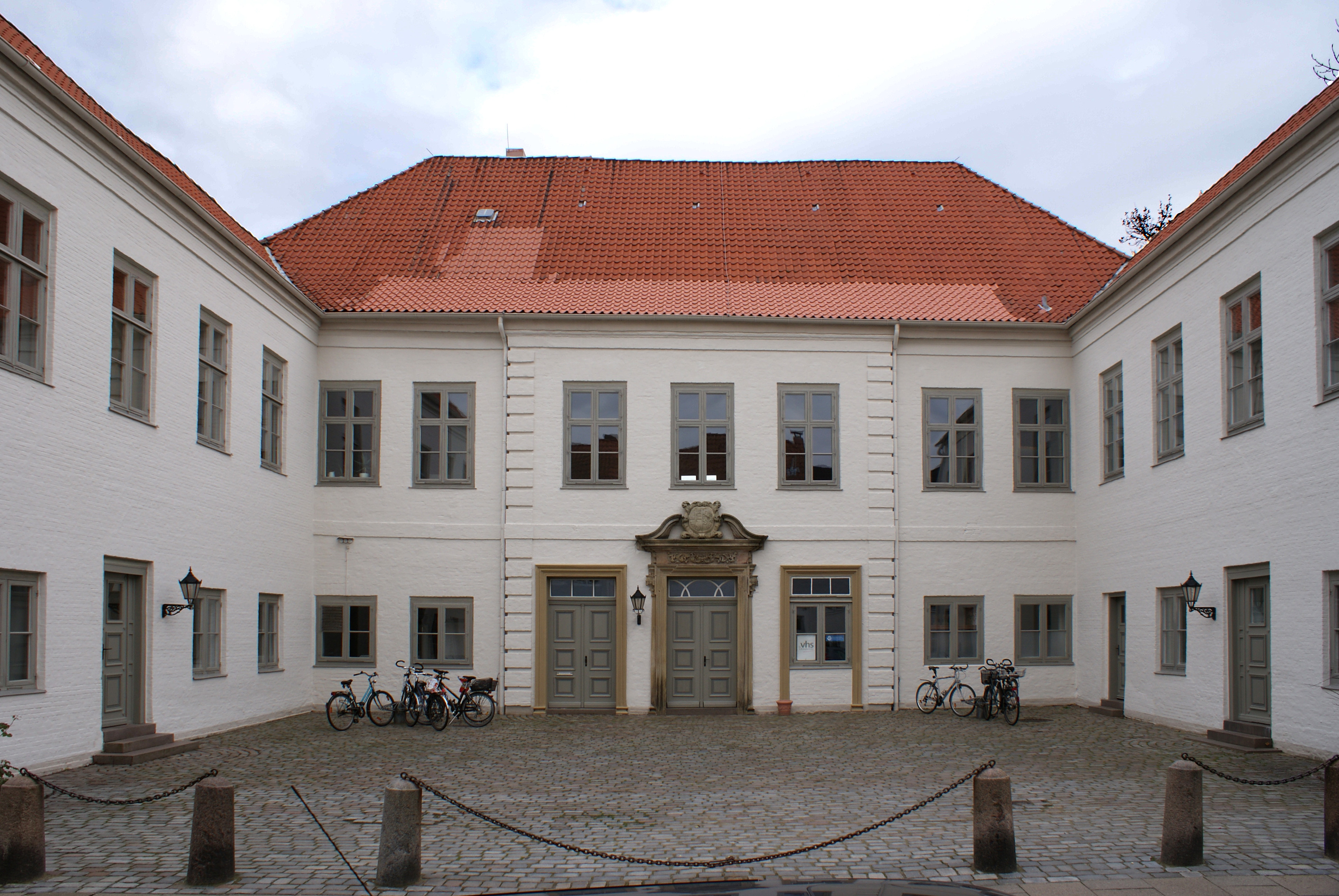
Hof des Wasmer-Palais
Herbst 2009 (nach Fassaden-Sanierung)

Das Wasmer-Palais ist ein barockes Stadtpalais in Glückstadt in Schleswig-Holstein. Es zählt neben dem Brockdorff-Palais zu den bedeutendsten profanen Bauwerken der Stadt.

## Das Wasmer-Palais

### Geschichte

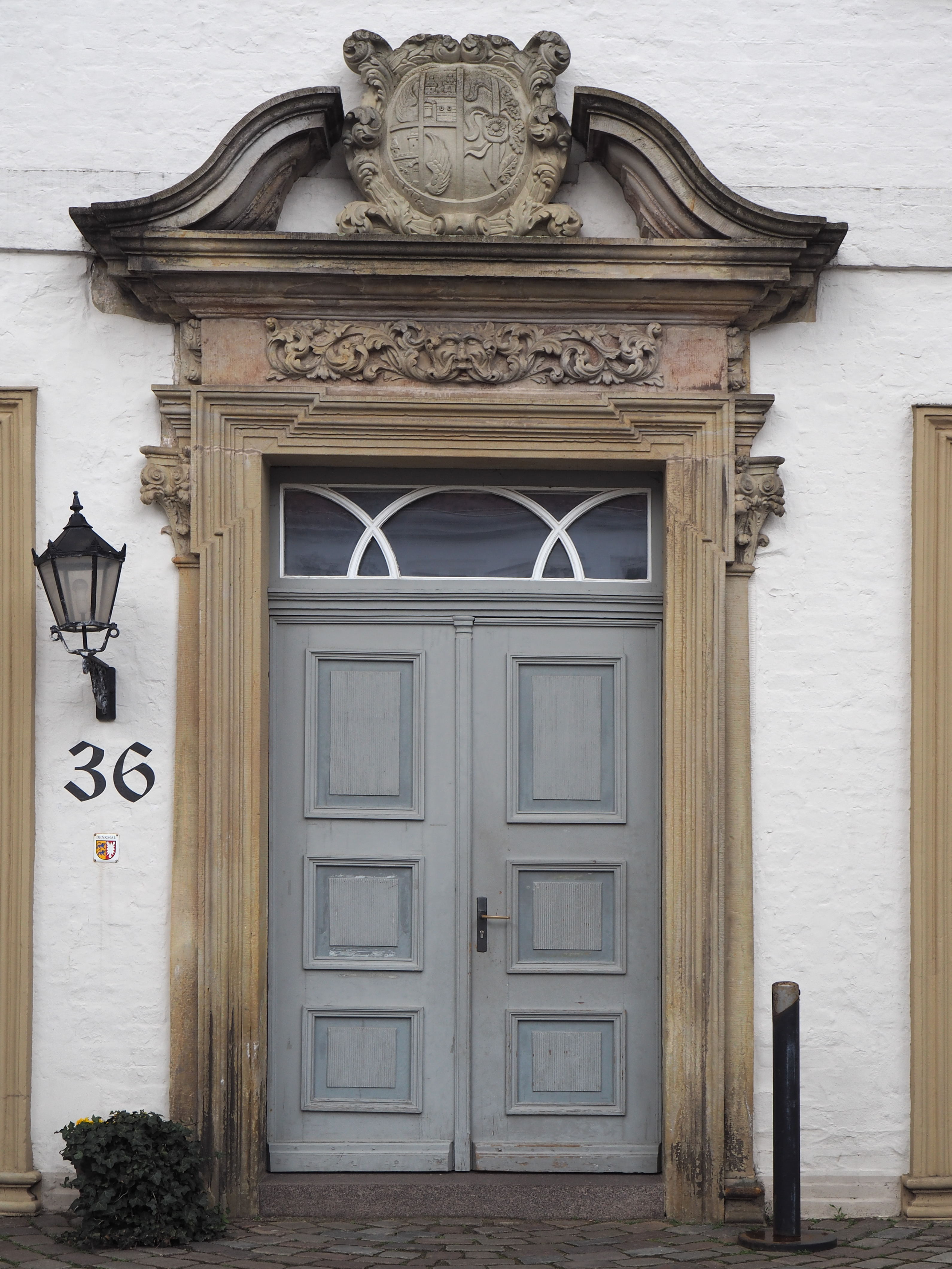
Portal des Wasmer-Palais mit Wappenkartusche des Bauherren

Das Palais wurde in Abschnitten von 1700 bis 1728 für die Konferenzräte Conrad Wasmer (1627–1705) und Jacob Johann von Wasmer (1671–1741) und dessen Ehefrau Anna Johanna, geb. von Rosenschild (1683–1751) als Wohnhaus errichtet. 1752 wurde es für Friedrich V. ersteigert und als Sitz der Regierungskanzlei bestimmt, die seit 1700 im Palais Quasi non Possidentes untergebracht war. Im Wasmer-Palais wurde für mögliche Aufenthalte von Mitgliedern des dänischen Königshauses in Glückstadt eine Wohnung eingerichtet, denn das baufällige Glückstädter Schloss war bereits 1710 abgerissen worden. 1806 nahm das Haus das holsteinische Obergericht, die oberste Verwaltungs- und Justizbehörde des Landes, auf. Im Zuge der Koalitionskriege und nach der Zweiten Seeschlacht von Kopenhagen erklärte Dänemark hier – dem Sitz der höchsten damals noch intakten dänischen Behörde – England am 31. Oktober 1807 den Krieg. 1876 wurde das Palais zur Knabenschule.
Das historische Gebäude beherbergt heute die örtliche Volkshochschule und die Musikschule. Aufgrund der Nutzung ist es für Besucher nicht geöffnet, kann jedoch im Rahmen von regelmäßig stattfindenden Stadtführungen gelegentlich besichtigt werden.

### Baugeschichte

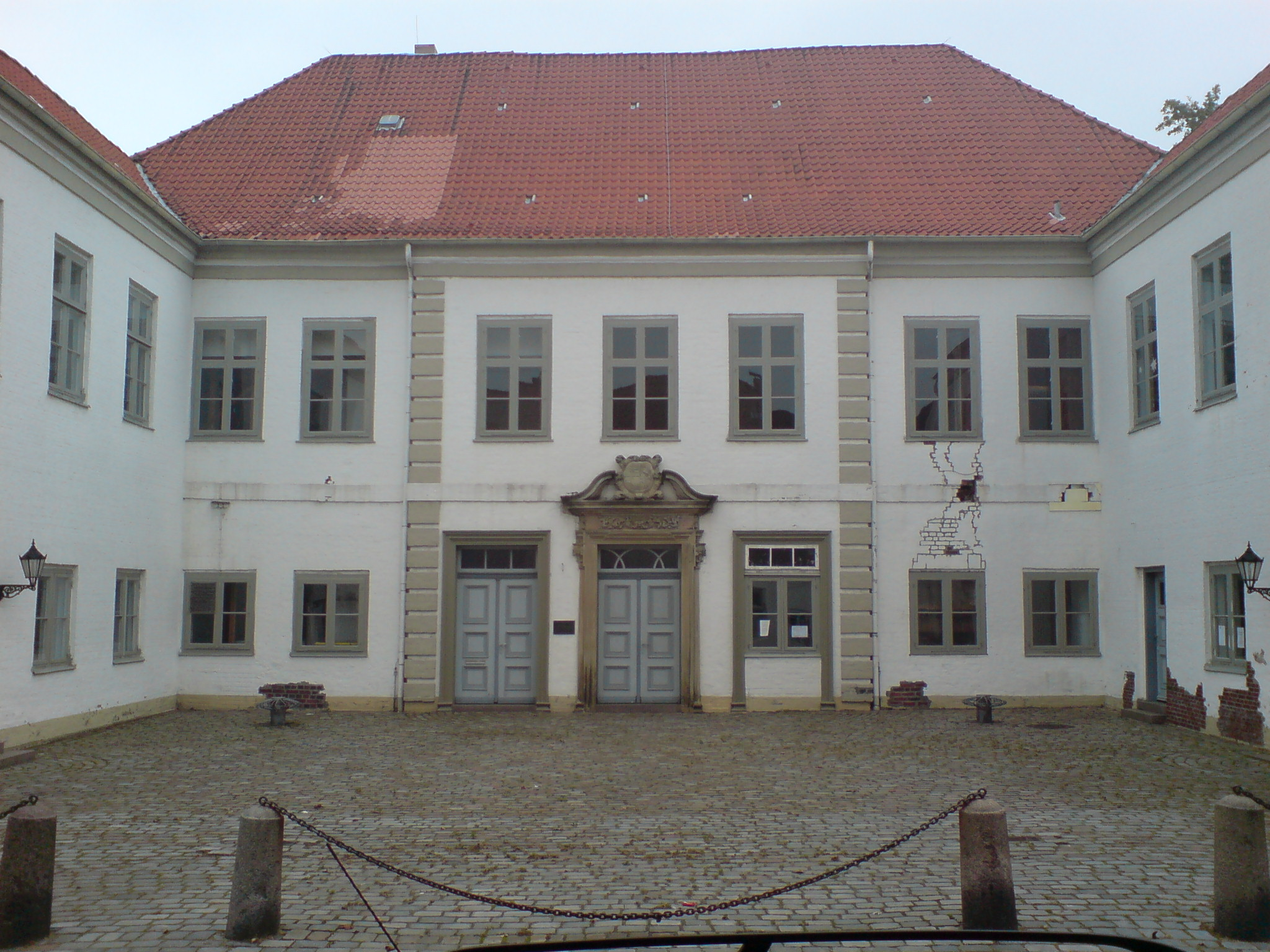
Hof des Wasmer-Palais
2007 (vor Fassaden-Sanierung)

Das Wasmerpalais ist ein dreiflügeliger, verputzter Bau aus Backstein. Der mittlere Hauptflügel ist etwas älter als die seitlichen, den kleinen Ehrenhof begrenzenden Seitenflügel. Das Portal wird durch eine Wappenkartusche des Bauherren geziert. Das Innere des Hauses wurde von 1728 bis 1729 durch den Stuckateur Andrea Maini aus Arogno im Stil des Louis-quatorze ausgestattet, der bedeutendste Raum des Hauses ist der große Festsaal im Obergeschoss.
In den vergangenen Jahren wurde das Wasmer-Palais zusehends sanierungsbedürftiger. Es waren Schäden an der Fassade zu verzeichnen und unter anderem wurde Schwammbefall festgestellt. Seit 2008 fand eine umfassende Restaurierung des Gebäudes statt. Die geschätzten Kosten von 960.000 € trugen unter anderem die Stadt Glückstadt, das Land Schleswig-Holstein und das Denkmalschutzamt. Die Arbeiten wurden 2009 beendet.